# Guarianthe aurantiaca
A Guarianthe aurantiaca az egyszikűek (Liliopsida) osztályának spárgavirágúak (Asparagales) rendjébe, ezen belül a kosborfélék (Orchidaceae) családjába tartozó faj.

## Előfordulása
A Guarianthe aurantiaca eredeti előfordulási területe Közép-Amerika. Mexikó és Costa Rica között közönségesnek és gyakorinak számít. Manapság világszerte közkedvelt dísznövény.

## Megjelenése
Eme trópusi kosbor virágzata 3-11 darab arancssárgás-vörös virágból tevődik össze. A termesztett változatok színe a sárgától a sötétvörösig változhat. A természetes élőhelyén decembertől májusig - főleg márciusban - virágzik.
A diploid kromoszómaszáma 2n = 40.

## Képek

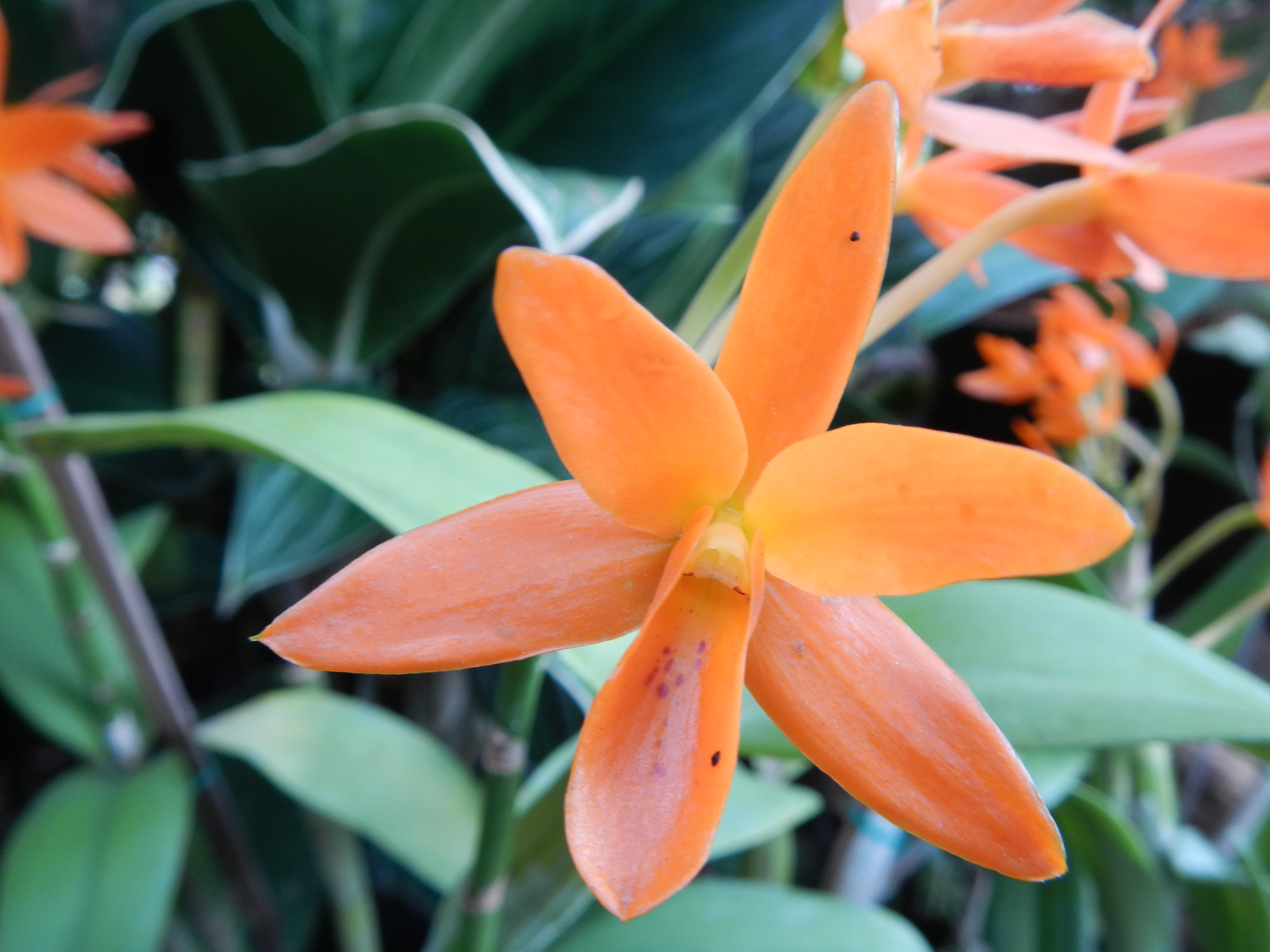
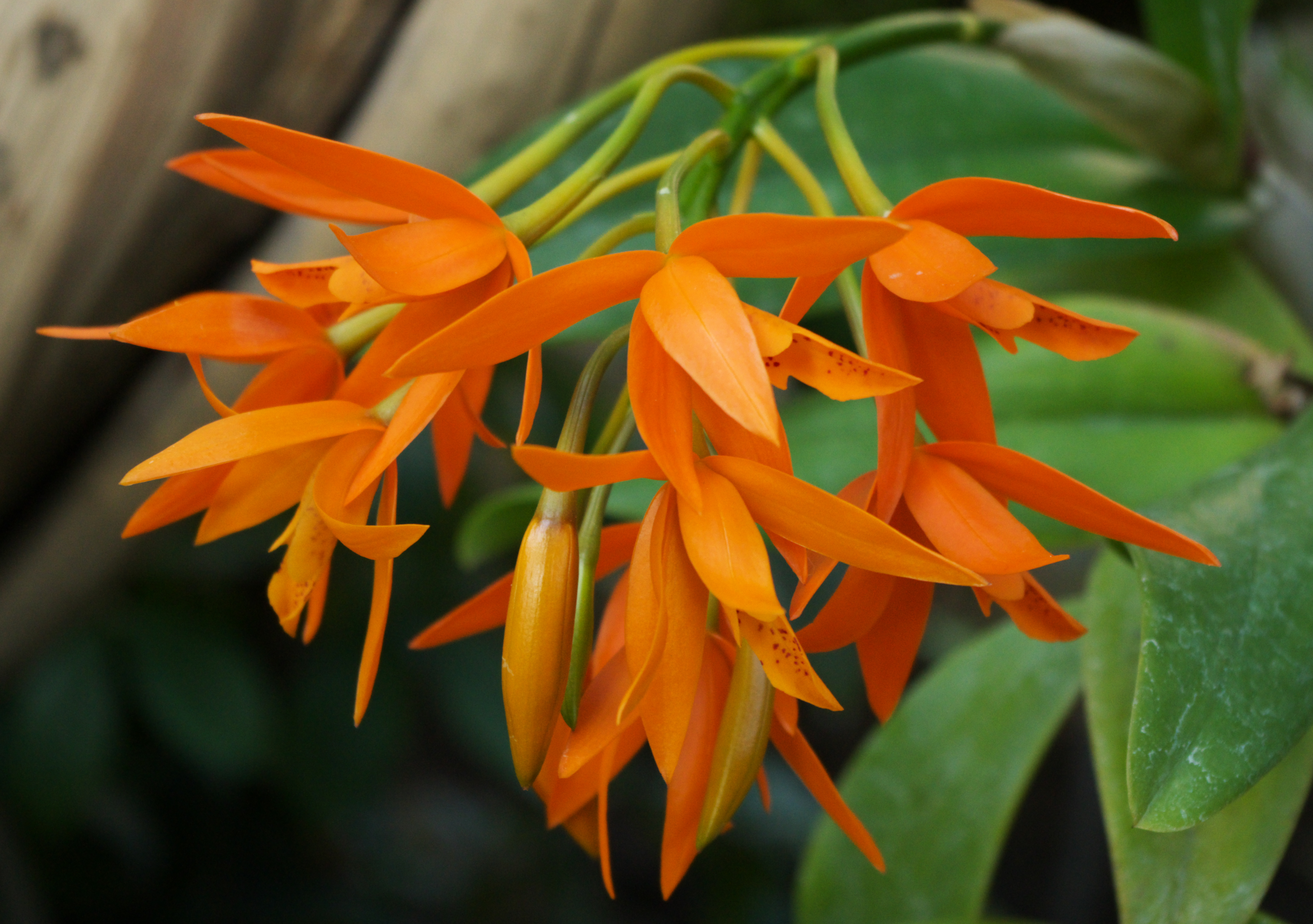
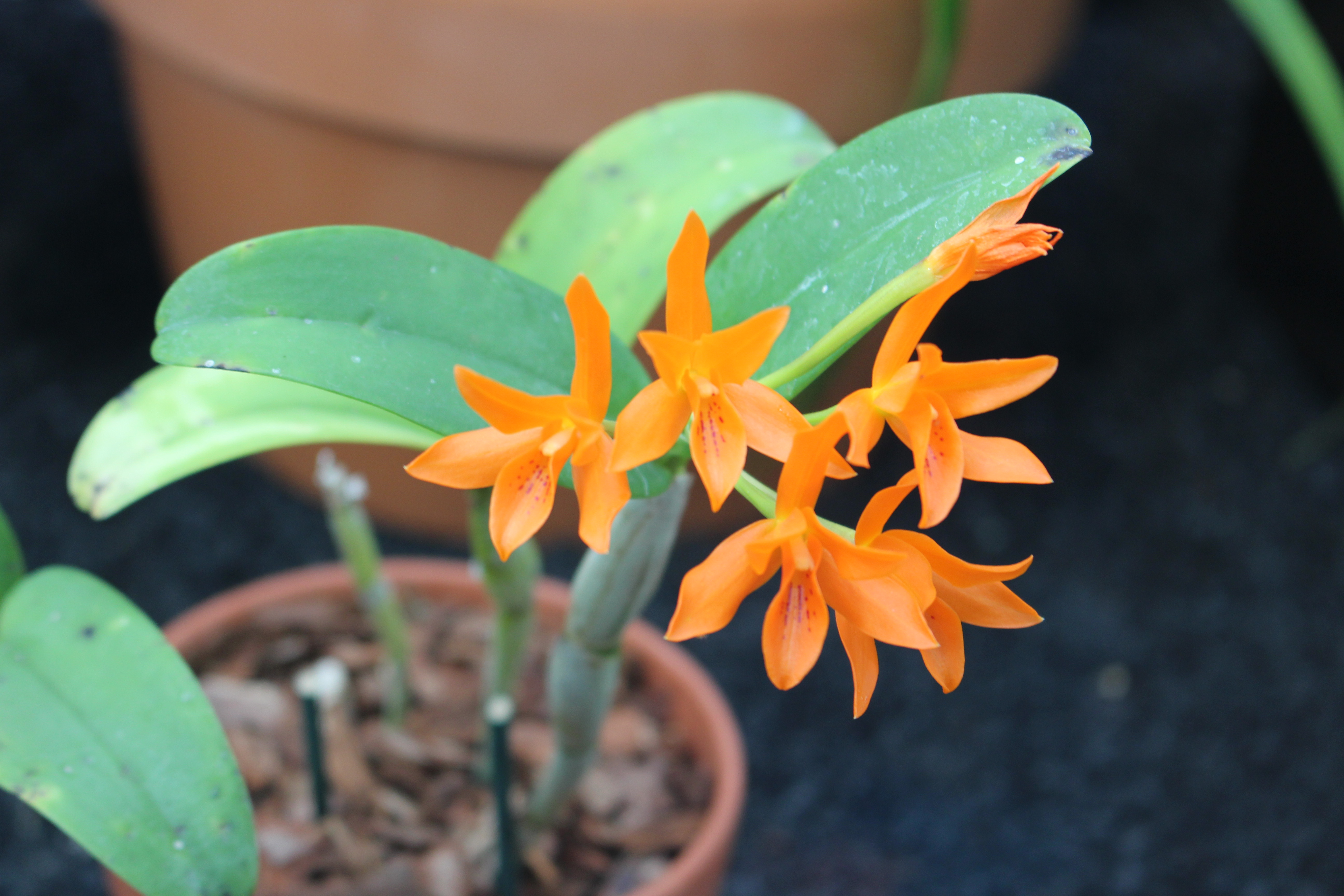
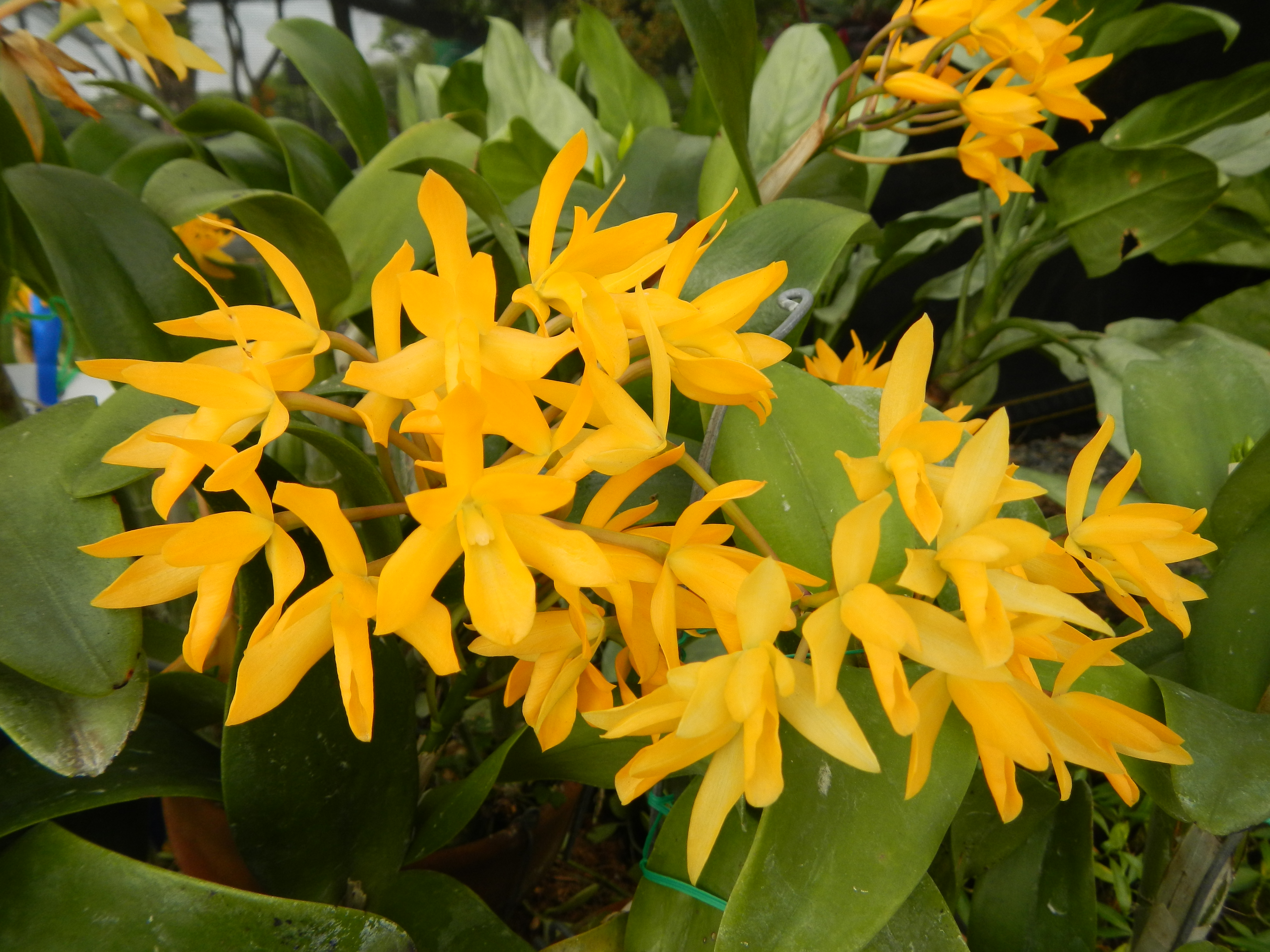
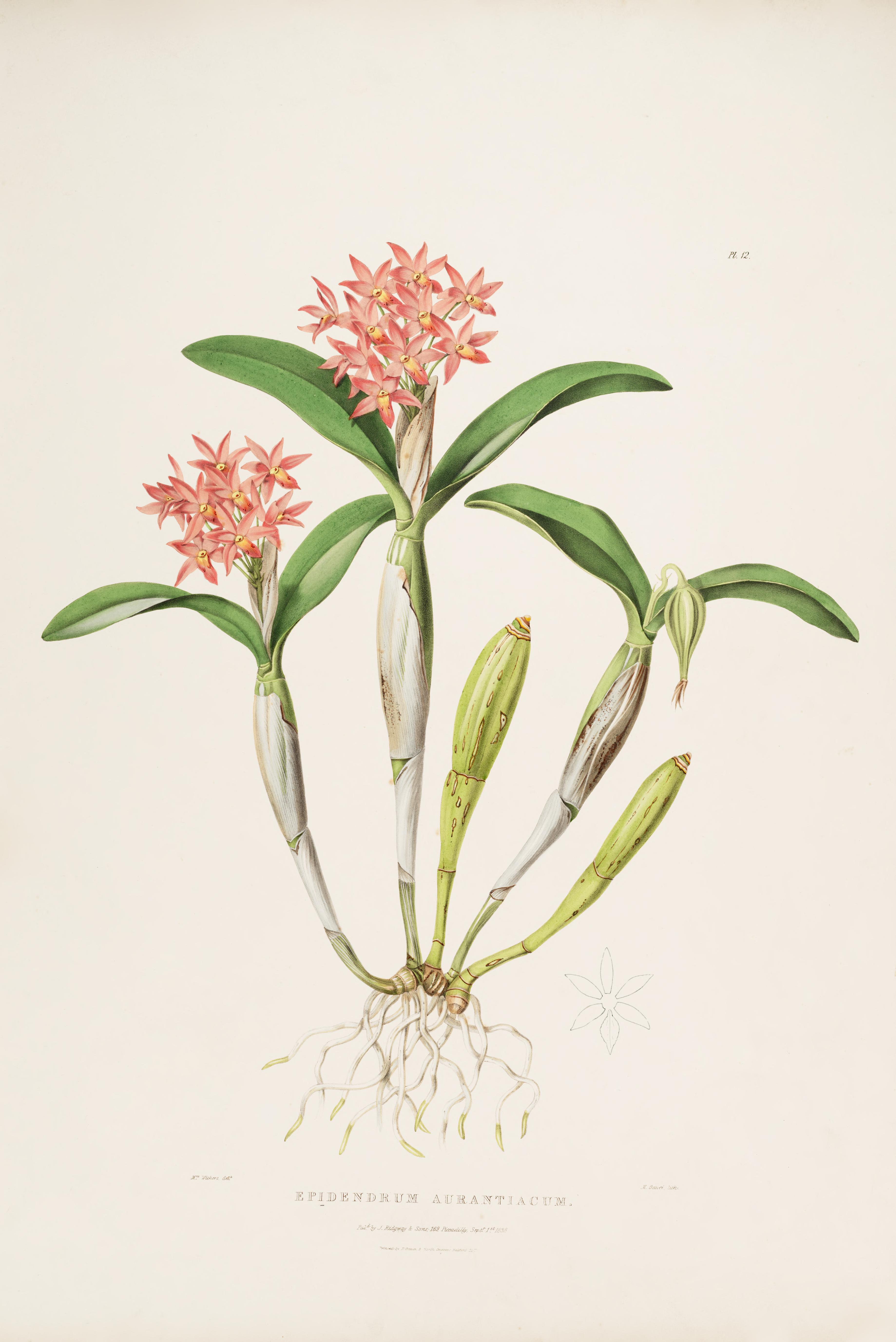
Rajz a növényről

## Fordítás
- Ez a szócikk részben vagy egészben  a   Guarianthe aurantiaca című angol Wikipédia-szócikk ezen változatának fordításán alapul.  Az eredeti cikk szerkesztőit annak laptörténete sorolja fel. Ez a jelzés csupán a megfogalmazás eredetét és a szerzői jogokat jelzi, nem szolgál a cikkben szereplő információk forrásmegjelöléseként.
- Ez a szócikk részben vagy egészben  a   Guarianthe aurantiaca című spanyol Wikipédia-szócikk ezen változatának fordításán alapul.  Az eredeti cikk szerkesztőit annak laptörténete sorolja fel. Ez a jelzés csupán a megfogalmazás eredetét és a szerzői jogokat jelzi, nem szolgál a cikkben szereplő információk forrásmegjelöléseként.